# Peter Bredsdorff-Larsen
Peter Bredsdorff-Larsen (* 11. August 1967 in Virum) ist ein dänischer Handballtrainer und ehemaliger Handballspieler.

## Karriere
Peter Bredsdorff-Larsen begann erst mit 17 Jahren bei IK Skovbakken mit dem Handball. Mit Vejlby-Risskov Idrætsklub belegte er 1993 den dritten Platz der Meisterschaft und nahm am Europapokal teil. In der dänischen Nationalmannschaft kam er zu einem Einsatz am 8. Februar 1994 gegen Schweden.
Als Vereinstrainer war Bredsdorff-Larsen bei Randers HK, AGF Håndbold und Vrold/Skanderborg HK aktiv. Ab 2005 war er Assistenztrainer von Ulrik Wilbek bei der dänischen Männer-Handballnationalmannschaft, mit der er 2008 und 2012 Europameister sowie 2011 Vizeweltmeister wurde. Bei den Olympischen Spielen 2012 in London scheiterte die Mannschaft im Viertelfinale. Ab 2008 trainierte er den dänischen Erstligisten Aalborg Håndbold, mit dem er 2010 die Meisterschaft gewann. Nach drei Jahren wechselte er zu KIF Kolding. Von 2014 bis 2021 war er Trainer von Bjerringbro-Silkeborg. In der Saison 2015/16 wurde er zum dritten Mal dänischer Meister. Seit 2021 ist er Nationaltrainer der Färöer. Diese Auswahl führte er zur ersten Teilnahme an einem großen internationalen Turnier, als man sich für die Europameisterschaft 2024 qualifizierte. Bei der Europameisterschaft 2024 schied man nach Niederlagen gegen Slowenien und Polen sowie einem Unentschieden gegen Norwegen in der Vorrunde aus und belegte den 20. Rang.